# Epepeotes lateralis
Epepeotes lateralis es una especie de escarabajo longicornio del género Epepeotes, subfamilia Lamiinae. Fue descrita científicamente por Guérin-Méneville en 1831.
Se distribuye por Indonesia, Malasia y Timor Oriental. Mide 19-24 milímetros de longitud. El período de vuelo ocurre en los meses de marzo, abril, mayo, julio, agosto, septiembre y octubre.